# Tomba di Antenore

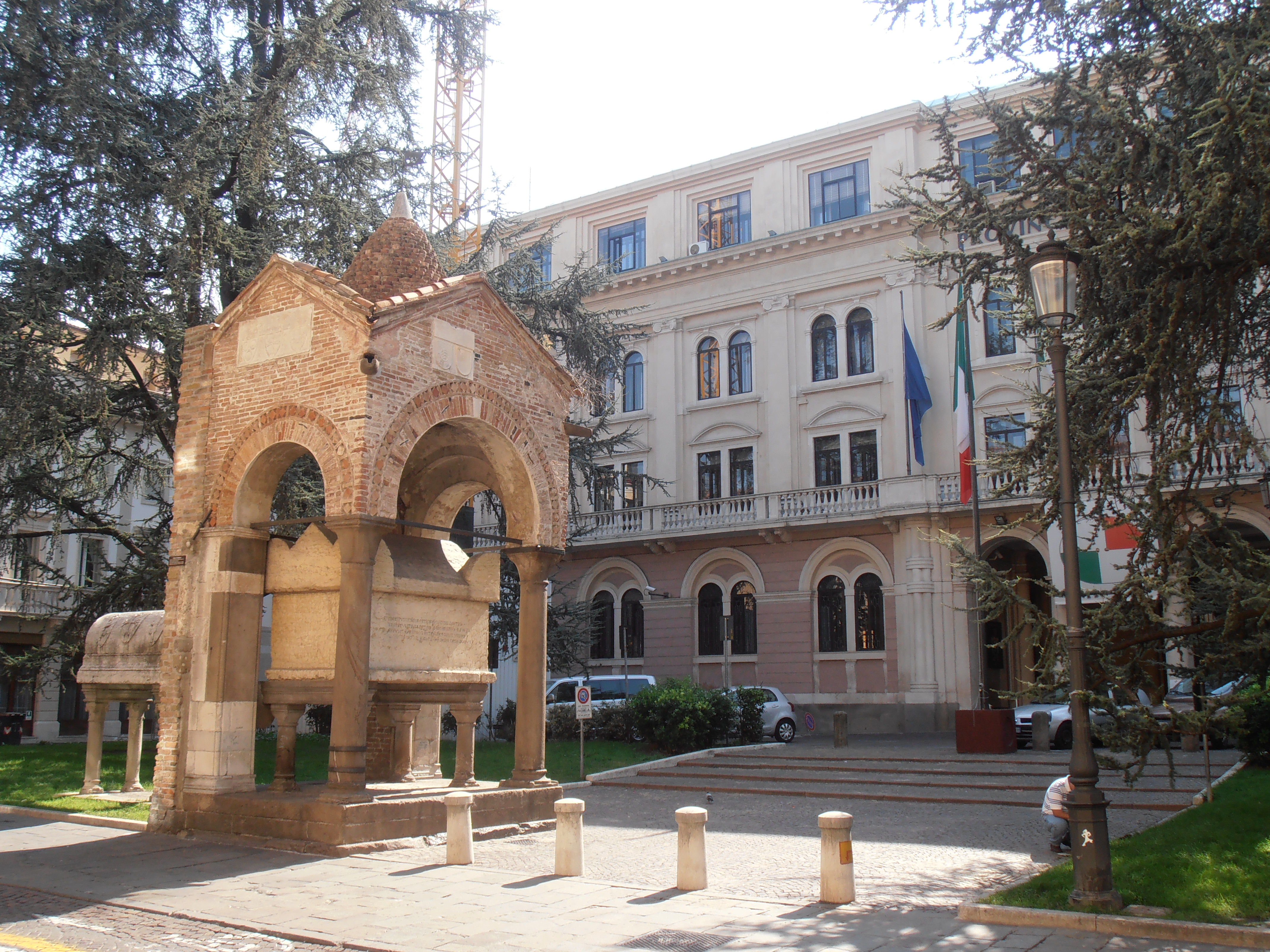
Tomba di Antenore (2011)

Tomba di Antenore nella sua collocazione originaria

Lavori di demolizione degli edifici circostanti il monumento, avvenuti nel 1937

La cosiddetta tomba di Antenore è un'edicola medievale che, secondo la leggenda, dovrebbe contenere le spoglie del mitico fondatore di Padova. Il monumento è posto oggi in Piazza Antenore, a Padova, davanti all'edificio della prefettura.

## Storia
Nel 1274, durante la costruzione di un ospizio per trovatelli in Via San Biagio, fu rinvenuta un'arca funeraria con due bare in cipresso e piombo, contenenti dei resti umani con una spada e due vasi di monete d'oro. Il giudice Lovato Lovati, poeta e studioso preumanista, chiamato a dare la sua opinione sull'identità del guerriero, attribuì i resti al principe troiano Antenore al quale, secondo Tito Livio, si deve la fondazione di Padova. I notabili della città, alla ricerca di una legittimazione mitologica che avrebbe giovato allo sviluppo cittadino, decisero di avallare la tesi. 
Nel 1283 pertanto fu decisa la costruzione di un monumento per contenere l'arca, e a Lovati venne concesso il privilegio di far incidere due sue quartine in latino sui lati della stessa. Il monumento, un'edicola cuspidata costruita in pietra e laterizi, fu posto a ridosso della facciata di San Lorenzo, chiesa di epoca medievale oggi non più esistente, che ha dato il nome al ponte di epoca romana che attraversava il Naviglio interno oggi interrato (un'arcata del ponte è ancora oggi visibile nel sottopassaggio pedonale che attraversa la Riviera Tito Livio). 
Con la soppressione dei monasteri, la chiesa fu sconsacrata nel 1808, e nel 1937 fu demolita assieme ai fabbricati circostanti, per dare vita alla piazza XI Maggio (oggi appunto Piazza Antenore), che doveva ospitare il palazzo della nuova sede prefettizia voluta dal governo fascista.
La tomba di Antenore rimase così al centro della piazza e, successivamente, nel 1942 le venne affiancata la tomba del Lovati, che originariamente si trovava sul lato opposto rispetto all'entrata della chiesa (sarà ricollocata nella posizione originaria).
Nel 1985 l'arca è stata aperta e i resti ritrovati sono stati sottoposti ad analisi scientifiche che ne hanno dimostrato l'appartenenza a un guerriero ungaro, morto durante le invasioni del IX secolo. Altri studiosi ritengono invece che il manufatto risalga a un'epoca precedente (II-III secolo dopo Cristo).

## Una notizia recente
Nella cripta di San Lorenzo nel 1796 fu sepolto Girolamo Ortis, studente di medicina in Padova, che pochi mesi prima della laurea si tolse la vita, non si seppe il perché, nella sua stanza al Collegio Pratense, di fianco al Santo. Era il 29 marzo. Ugo Foscolo, che di certo era al corrente dell'accaduto, fu a Padova nell'estate successiva e non è da pensare che non ne abbia visitata la tomba, dato che egli fu di certo all'archivio del vicino Bò a documentarsi su Girolamo. Girolamo Ortis, che nelle Ultime lettere del Foscolo diverrà Jacopo Ortis, è dunque sepolto sotto la Tomba di Antenore, nel cuore di Padova.